# Josh Mullin
Joshua Mullin, detto Josh (Glasgow, 23 settembre 1992), è un calciatore scozzese, centrocampista del Raith Rovers.

## Palmarès

### Club

#### Competizioni nazionali
- Scottish League Two: 1

Albion Rovers: 2014-2015
- Scottish League One: 1

Livingston: 2016-2017
- Scottish Championship: 1

Ross County: 2018-2019
- Scottish Challenge Cup: 1

Ross County: 2018-2019